# Mahtowa
Mahtowa es un lugar designado por el censo ubicado en el condado de Carlton en el estado estadounidense de Minnesota. En el Censo de 2010 tenía una población de 370 habitantes y una densidad poblacional de 13,48 personas por km².

## Geografía
Mahtowa se encuentra ubicado en las coordenadas 46°33′17″N 92°37′54″O / 46.55472, -92.63167. Según la Oficina del Censo de los Estados Unidos, Mahtowa tiene una superficie total de 27.46 km², de la cual 27,43 km² corresponden a tierra firme y (0,08 %) 0,02 km² es agua.

## Demografía
Según el censo de 2010, había 370 personas residiendo en Mahtowa. La densidad de población era de 13,48 hab./km². De los 370 habitantes, Mahtowa estaba compuesto por el 98,11 % blancos, el 0,54 % eran amerindios, el 0,27 % eran asiáticos y el 1,08 % eran de una mezcla de razas. Del total de la población el 0 % eran hispanos o latinos de cualquier raza.